# برونو ميشيل
برونو ميشيل سانتانا (1 يونيو 1999 في البرازيل – )؛ هو لاعب كرة قدم يلعب كلاعب وسط.
لعب سابقاً في نادي كورنثيانز و نادي ساو برنارداو ووقع مع نادي أحد في عام 2018 .

## وصلات خارجية
- برونو ميشيل على موقع قاعدة بيانات كرة القدم.إي يو (الإنجليزية)